# Stillahavstarpon
Stillahavstarpon (Megalops cyprinoides) är en fiskart som först beskrevs av Pierre Marie Auguste Broussonet 1782.  Stillahavstarpon ingår i släktet Megalops och familjen Megalopidae. IUCN kategoriserar arten globalt som otillräckligt studerad. Inga underarter finns listade i Catalogue of Life.